# Paryż-Roubaix 2012
110. edycja wyścigu kolarskiego Paryż-Roubaix odbyła się w dniu 8 kwietnia 2012 roku i liczyła 257,5 km. Start wyścigu odbył się w Compiègne pod Paryżem, a finisz w Roubaix. Wyścig figuruje w rankingu światowym UCI World Tour 2012.
Z numerem 1. pojawił się na starcie ubiegłoroczny triumfator, kolarz Garmin-Barracuda, Belg Johan Vansummeren, który zakończył wyścig na dziewiątym miejscu.
Zwyciężył Belg Tom Boonen z grupy Omega Pharma-Quick Step, dla którego było to czwarte zwycięstwo w tym wyścigu i czwarty triumf w UCI World Tour 2012, drugi był Francuz Sébastien Turgot, a trzeci Włoch Alessandro Ballan.
W wyścigu startował jeden Polak, Jarosław Marycz (Team Saxo Bank). Nie ukończył on rywalizacji.

## Uczestnicy
Na starcie tego klasycznego wyścigu stanęło 25 zawodowych ekip, osiemnaście drużyn jeżdżących w UCI World Tour 2012 i siedem profesjonalnych zespołów zaproszonych przez organizatorów z tzw. "dziką kartą".
Lista drużyn uczestniczących w wyścigu:
| Numery  | Kod | Zespół                    |
| ------- | --- | ------------------------- |
| 1-10    | GAR | Garmin-Barracuda          |
| 11-18   | OPQ | Omega Pharma-Quick Step   |
| 21-28   | RAB | Rabobank Cycling Team     |
| 31-38   | BMC | BMC Racing Team           |
| 41-48   | FAR | Farnese Vini-Selle Italia |
| 51-58   | SKY | Team Sky                  |
| 61-68   | RNT | RadioShack-Nissan-Trek    |
| 71-78   | GEC | GreenEDGE Cycling Team    |
| 81-88   | LBT | Lotto-Belisol             |
| 91-98   | KAT | Team Katusha              |
| 102-110 | VCD | Vacansoleil-DCM           |
| 111-118 | FDJ | FDJ-BigMat                |
| 121-128 | SAX | Team Saxo Bank            |

| Numery  | Kod | Drużyna             |
| ------- | --- | ------------------- |
| 131-138 | LAM | Lampre-ISD          |
| 141-148 | LIQ | Liquigas-Cannondale |
| 151-158 | EUC | Team Europcar       |
| 161-168 | ALM | Ag2r-La Mondiale    |
| 171-178 | ARG | Argos-Shimano       |
| 181-196 | AST | Pro Team Astana     |
| 191-197 | MOV | Movistar Team       |
| 201-208 | SAU | Saur-Sojasun        |
| 211-218 | EUS | Euskaltel-Euskadi   |
| 221-228 | COF | Cofidis             |
| 231-238 | BSC | Bretagne-Schuller   |
| 241-248 | APP | Team NetApp         |

## Klasyfikacja generalna
| M-ce | Imię i nazwisko     | Kraj      | Drużyna                 | Czas       |
| ---- | ------------------- | --------- | ----------------------- | ---------- |
| 1.   | Tom Boonen          | Belgia    | Omega Pharma-Quick Step | 5h 55' 19" |
| 2.   | Sébastien Turgot    | Francja   | Team Europcar           | + 1' 39"   |
| 3.   | Alessandro Ballan   | Włochy    | BMC Racing Team         | + 1' 39"   |
| 4.   | Juan Antonio Flecha | Hiszpania | Sky Procycling          | + 1' 39"   |
| 5.   | Niki Terpstra       | Holandia  | Omega Pharma-Quick Step | + 1' 39"   |
| 6.   | Lars Boom           | Holandia  | Rabobank Cycling Team   | + 1' 43"   |
| 7.   | Matteo Tosatto      | Włochy    | Team Saxo Bank          | + 3' 31"   |
| 8.   | Mathew Hayman       | Australia | Sky Procycling          | + 3' 31"   |
| 9.   | Johan Vansummeren   | Belgia    | Garmin-Barracuda        | + 3' 31"   |
| 10.  | Maarten Wynants     | Belgia    | Rabobank Cycling Team   | + 3' 31"   |